# Pseudotrichia aurata
Pseudotrichia aurata är en svampart som först beskrevs av Rehm, och fick sitt nu gällande namn av Lewis Edgar Wehmeyer 1941. Pseudotrichia aurata ingår i släktet Pseudotrichia, ordningen Pleosporales, klassen Dothideomycetes, divisionen sporsäcksvampar och riket svampar.   Inga underarter finns listade i Catalogue of Life.